# Яньшань
Яньшань або гори Янь (кит.: 燕山; піньїнь: Yānshān) — гірський хребет, розташований на півночі Китаю. Він лежить на північ від Великої Китайської рівнини, переважно в провінції Хебей.
Яньшань простягаються від річки Чаобайхе на схід до Шанхайгуаня ("прохода між горами та морем"), розташованого на березі Бохайської затоки.
Основу гір складають вапняки, граніти та базальти. Їх висота коливається від 400 до 1000 м над рівнем моря. Найвища вершина, гора Уліншань висотою 2116 м, розташована на півночі повіта Сінлун в Хебеї. Через гори Яньшань проходить багато вузьких перевалів — Губейкоу, Сіфенкоу, Ленкоу тощо. Вздовж гір проходить східна ділянка Великого китайського муру, зокрема Бадалін, найчастіше відвідувана туристами його частина. Також в горах Яньшань розташована обсерваторія Сінлун.
| Китай | Це незавершена стаття з географії КНР. Ви можете допомогти проєкту, виправивши або дописавши її. |